# Staurophora eximia
Staurophora eximia är en fjärilsart som beskrevs av Schultz. Staurophora eximia ingår i släktet Staurophora och familjen nattflyn. Inga underarter finns listade i Catalogue of Life.